# Svetinje
Svetinje je naselje v Občini Ormož, ki je nastalo leta 2005 z odcepitvijo od Mihalovcev. Leta 2006 se priključi del, ki se je izločil iz Veličan. Leta 2020 je v vasi živelo 52 prebivalcev. V središču vasi je baročna cerkev Vseh Svetnikov iz leta 1730, ob kateri ima grob slovenska plemiška družina Črešnjevec.